# Ralph Saenz
Pour les articles homonymes, voir Saenz, Mike Starr et Starr.
Ralph Saenz né à Van Nuys en Californie, plus connu sous le nom de Michael Starr, est le leader du groupe de glam metal Steel Panther.
Starr était le chanteur du groupe hommage à Van Halen (époque David Lee Roth), nommée Atomic Punks entre 1994 et 2008. Starr fut aussi brièvement le chanteur du groupe de Los Angeles L.A. Guns, sur l'EP Wasted.
Enfin il joua un petit rôle dans le film Rock Star, avec Mark Wahlberg et Jennifer Aniston notamment. Avec son groupe actuel, Steel Panther, Michael Starr a sorti 6 albums : Feel the Steel en 2009, Balls Out en 2011, All You Can Eat en 2014, Lower The Bar en 2017, Heavy Metal Rules en 2019 et
On The Prowl en 2023.
En octobre 2012, le groupe sort un DVD intitulé "The British Invasion" mettant en scène leur concert en Angleterre ainsi que leur grand talent, aussi bien technique que pour électriser les foules.